# Koach lehašpia
Koach lehašpia (hebrejsky כח להשפיע; doslova „Síla ovlivňovat“) je izraelská mimoparlamentní politická strana zaměřená nejprve na obhajobu práv zdravotně postižených občanů, v kampani před volbami v roce 2013 pak na boj za sociální jistoty.

## Program a historie strany
Strana vznikla roku 2008 jako politický subjekt orientovaný na hájení zájmů zdravotně postižených občanů. Inspirovala se volebním úspěchem strany penzistů Gil, která se ve volbách roku 2006 nečekaně dostala do izraelského parlamentu. Předsedou Koach lehašpia byl tehdy Jochaj Dok. Ve vedení zasedali právníci Ja'el Albeg a Nurit Buchnik-Hadif. Centrála strany se nacházela ve městě Petach Tikva. Snažila se oslovit cca 100 000 Izraelců se zdravotním handicapem a jejich příbuzné. Kritizovala nedostatečný rozvoj a investice do bezbariérových komunikací a hodlala bojovat za zvýšení sociálních příspěvků pro invalidy. V parlamentních volbách roku 2009 nakonec její kandidatura nebyla úspěšná. Dostala jen 3696 hlasů (0,11 %).
Koach lehašpia se účastnila i předčasných parlamentních voleb v lednu 2013. Nyní ovšem pod původním názvem působil subjekt z poněkud odlišným programem a vedením. Její předsedou je rabín Amnon Jicchak. Strana bojuje za práva chudých občanů. Kritizuje rostoucí ceny potravin, chce zlepšit dostupnost bydlení. Obrací se i na nábožensky orientované voliče. Se ziskem 28 049 hlasů (0,74 %) ovšem opět nedosáhla na parlamentní zastoupení.